# Szépúr
Szépúr (németül: Schönherrn) Újrétfalu településrésze, egykor önálló község  Ausztriában, Burgenland  tartományban, a Felsőőri járásban.

## Fekvése
Felsőőrtől 15 km-re északnyugatra, Pinkafőtől 6 km-re északkeletre fekszik.

## Története
A település a feltételezések szerint 1580 körül keletkezett. 1594-ben tűnik fel az írott forrásokban. A borostyánkői uradalomhoz tartozott. A szomszédos Buglóc evangélikus iskoláját 1830-ban említik, ahova Szépúr gyermekei is eljártak
Fényes Elek szerint " Schönhern, német falu, Vas vmegyében, 23 kath., 120 evang. lak. A borostyánkői urad. tartozik. Ut. p. Kőszeg. " 
Vas vármegye monográfiája szerint " Szépúr, kis határszéli falu Alsó-Ausztria felé, összesen 15 házzal és 120 r. kath. és ág. ev. vallású, németajkú lakossal. Postája és távírója Pinkafő."
1910-ben 120 német lakosa volt. A trianoni békeszerződésig Vas vármegye Felsőőri járásához tartozott. 1921-ben Ausztria Burgenland tartományának része lett. 1971-ben közigazgatásilag a szomszédos Buglóc és Borhegy településekkel együtt Újrétfaluhoz csatolták.

## Külső hivatkozások
- Újrétfalu hivatalos oldala
- Szépúr a dél-burgenlandi települések honlapján